# Anaglyptus persicus
Anaglyptus persicus là một loài bọ cánh cứng trong họ Cerambycidae.